# Dalzell (Illinois)
Pour les articles homonymes, voir Dalzell.
Dalzell est un village des comtés de Bureau et LaSalle dans l'Illinois, aux États-Unis,. Il est incorporé le 11 février 1904.

## Démographie
Lors du recensement de 2010, le village comptait une population de 717 habitants. Elle est estimée, en 2016, à 673 habitants.